# Contra (Missaglia)
Contra (Cùntra in dialetto brianzolo) è una frazione del comune di Missaglia, in provincia di Lecco. È collocata tra i campi che dividono Missaglia da Casatenovo e in particolare dalle sue frazioni di Valaperta e Rogoredo. Fino al 1928 è stato un comune autonomo.

## Il borgo
Alcune antiche cascine, due vecchie chiese ed una scuola rimangono come vestigia del passato del borgo che ha conosciuto una forte espansione negli ultimi decenni a causa della speculazione edilizia che ha colpito tutta la Brianza. Resta comunque un borgo tranquillo le cui attività principali sono l'agricoltura e una grossa industria di vini. Il paese è anche caratterizzato dalla presenza di numerose abitazioni patrizie quali la villa del Vignate e la villa Sormani, oggi convento di suore salesiane, un tempo villa dei Conti Sormani e durante la Seconda guerra mondiale caserma dell'esercito tedesco prima e di quello americano poi.
La frazione di Contra comprende anche le cascine Agazzino, Brusè e Tegnoso.

## Origine del nome
Il nome Contra sembra significare ripiano a vitame oppure luogo opposto, situato di fronte ad un altro per la collocazione del borgo in opposizione ai centri abitati di Missaglia e Bariano.

## Geografia fisica

### Clima
A Contra è attiva una stazione meteorologica.

## Storia

Stemma dell'antico comune di Contra

Le prime notizie di un comune indipendente a Contra risalgono al 1412 quando il procuratore si recava a prestare giuramento di fedeltà a Filippo Maria Visconti insieme ai colleghi di Missaglia, Tegnoso, Missagliola e Cascina Albareda.
In realtà le prime notizie del paese risalgono al 1289 e si rifanno all'esistenza della cappella di San Bartolomeo, il santo patrono del borgo, affrescata con figure antichissime di cui oggi non rimane alcuna traccia. La cappella possedeva anche due pertiche di terreno attorno utilizzate principalmente come cimitero, sebbene anche l'interno della chiesa fosse destinato a questa funzione. La cappella di San Bartolomeo, oggi una vera e propria chiesa, ricevette nel 1571 la visita di San Carlo Borromeo e anche in quell'occasione si rimarcò lo splendore degli affreschi della cappella di San Bartolomeo.
Nel XVI secolo, in particolare nell'anno 1558 si contavano a Contra con Tignoso circa settanta famiglie. Registrato agli atti del 1751 come una località di 565 anime scese a 526 nel 1805, conobbe la prima esperienza di unione con Missaglia per volere di Napoleone, anche se gli austriaci disfarono successivamente il tutto.
Nel 1840 il comune di Contra venne unito con quello di Maresso sebbene in uno scritto del 15 maggio 1855 venne scritto che:
È di fatto notorio che i comuni di Contra e Maresso furono bensì uniti ma per i soli oggetti di circoscrizione, politici, di ordine amministrativo, giammai lo furono di interessi né per spese di culto; ciascuna frazione ha sempre continuato a tenere gestione separata.
L'unione portò il comune a 1 140 abitanti saliti a 1368 nel 1861, a 2033 nel 1901 e a 2183 nel 1921. Nel 1928 Contra, Lomaniga e Missaglia vennero uniti in un solo comune con la denominazione di Missaglia. Nel 1946 venne respinta la richiesta dei precedenti comuni di ritornare autonomi. Ad oggi il vecchio municipio di Contra, che si affaccia su un tratto della via San Bartolomeo che ospita l'omonima chiesa e le vecchie scuole elementari, è un'abitazione privata.
La principale attività produttiva della frazione è la Casa Vinicola Caldirola fondata agli inizi del Novecento per iniziativa di Ferdinando Caldirola. In quegli anni ricevette anche il Premio Nobel per la pace Ernesto Teodoro Moneta la cui famiglia era una delle maggiori proprietarie di terreni della frazione ed a cui è dedicata la via che conduce alla cascina Tegnoso, una delle residenze della famiglia Moneta.
Oggi la frazione ha perso la sua vocazione agricola, sebbene sia circondata da campi di mais e frumento e gli anziani pratichino ancora l'allevamento e l'agricoltura e rimangano alcune aziende agricole presso la cascina Tegnoso. Attorno al nucleo storico è possibile vedere i segni della progressiva urbanizzazione dagli anni cinquanta ai giorni nostri.

### Simboli
Il comune ebbe concessione di uno stemma con regio decreto del 7 ottobre 1900 e regie lettere patenti del 30 ottobre 1900, che si può blasonare: